# Anemone transsilvanica
Hepatica transsilvanica · Hépatique de Transylvanie
Espèce
Synonymes
- Anemone hepatica var. transylvanica (Fuss) Finet & Gagnep.[2]
- Hepatica angulosa auct.[3]
- Hepatica multiloba Schur[2]
- Hepatica transsilvanica Fuss[2] [3]

Anemone transsilvanica (syn. Hepatica transsilvanica), l'Hépatique de Transylvanie, est une espèce de plantes à fleurs de la famille des Ranunculaceae elle pousse dans les miilieux frais, sous bois, généralement sur sol calcaire, jusqu’à 2000m, de préférence à l’étage montagnard
Répartition géographique:
En France, elle n’est vraiment commune qu’en montagne à l'état sauvage. Elle est tétraploïde avec un nombre de chromosomes de 2n=28. Elle apprécie les forêts d'altitude. Elle possède des feuilles crénelées, entaillées de trois à cinq lobes et de grosses fleurs bleutées avec une tige d'environ 4 cm. Elle développe huit pétales et des involucres à deux ou trois dents.

## Description
Plante grêle et velue
• Fleurs solitaires longuement pédonculées, hermaphrodites.
• Fleurs portant 6 à 9 sépales lancéolés ressemblant à des pétales, généralement violets, parfois roses ou blancs.
• Involucre de 3 bractées vertes.
• Nombreuses étamines à anthères généralement blanches.
• Les feuilles trilobées à limbe coriace, longuement pétiolées, persistantes en hiver.
• Feuilles parfois tachées de blanc dessus, fréquemment violacées dessous.
• Les fruits sont des carpelles velus disposés en tête dense.

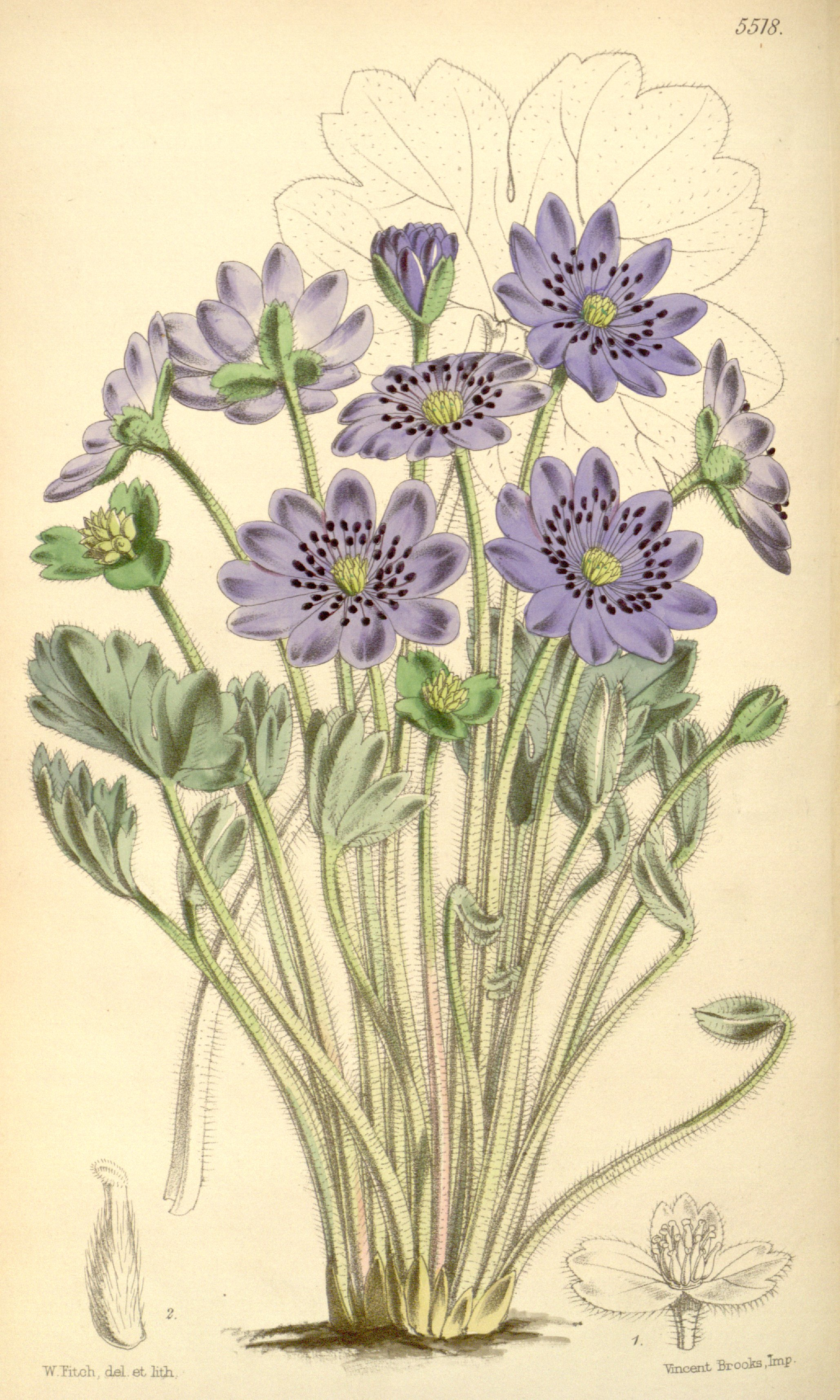
Planche botanique de 1865
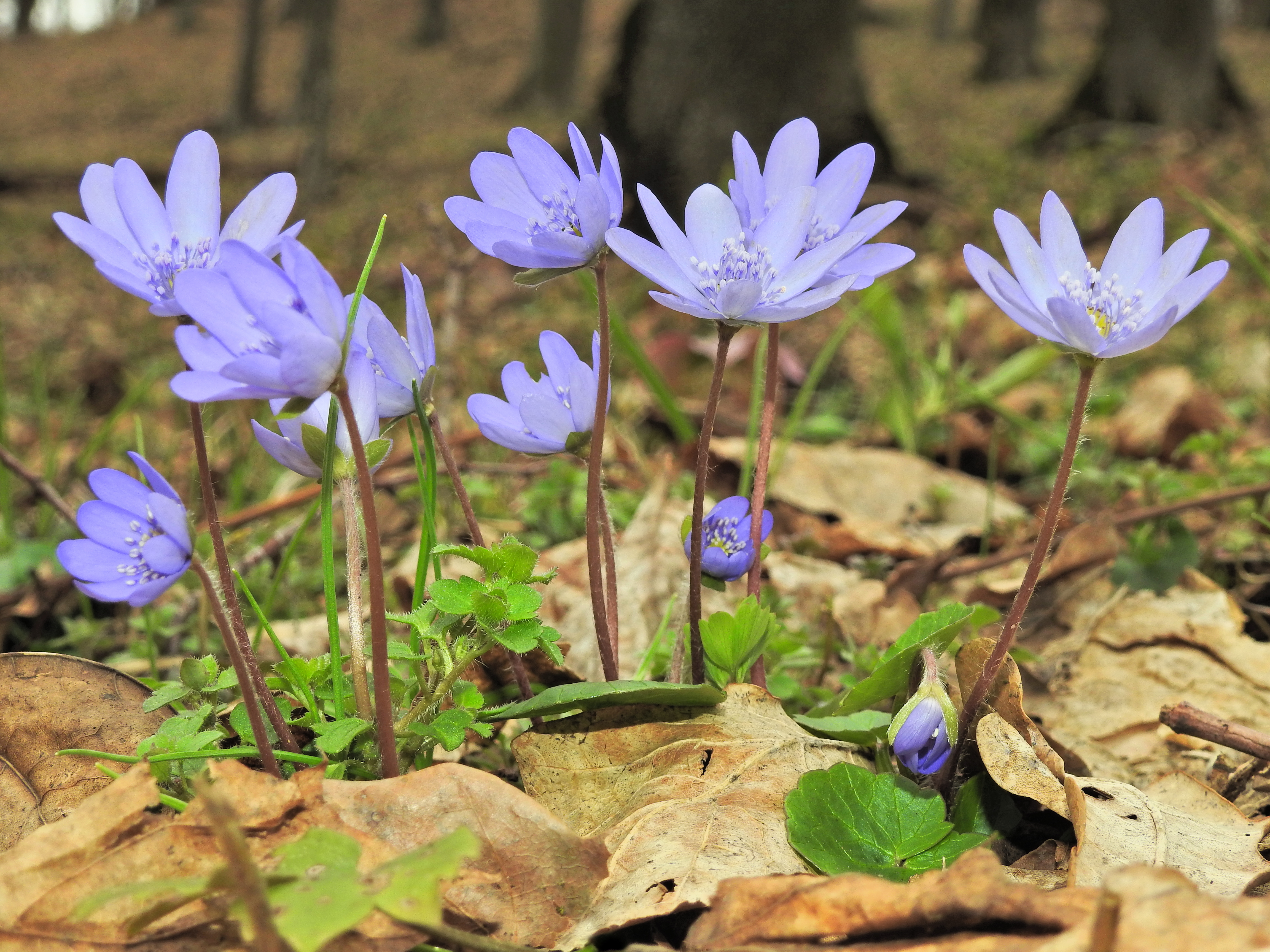
Aspect d'ensemble
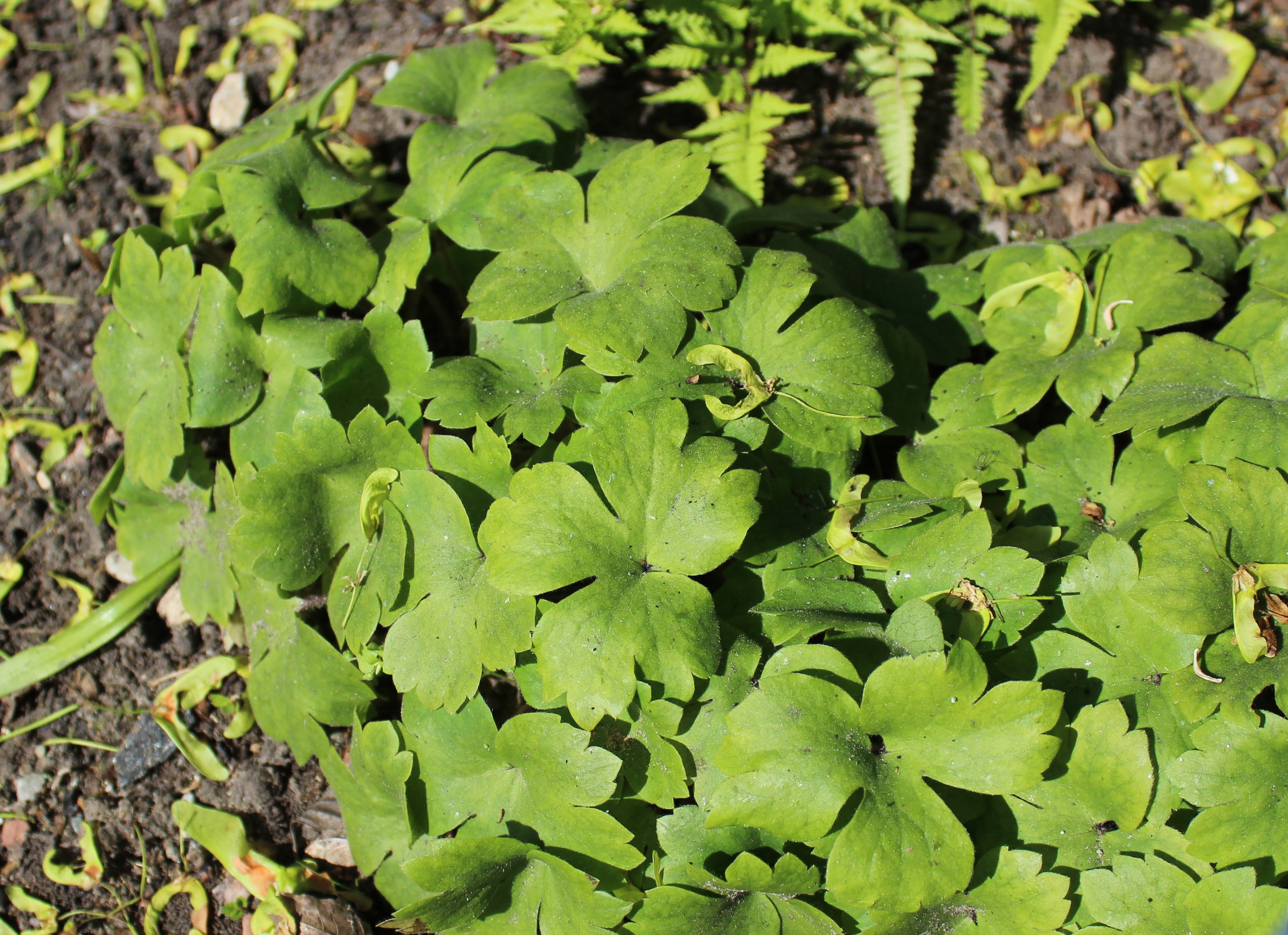
Feuillage
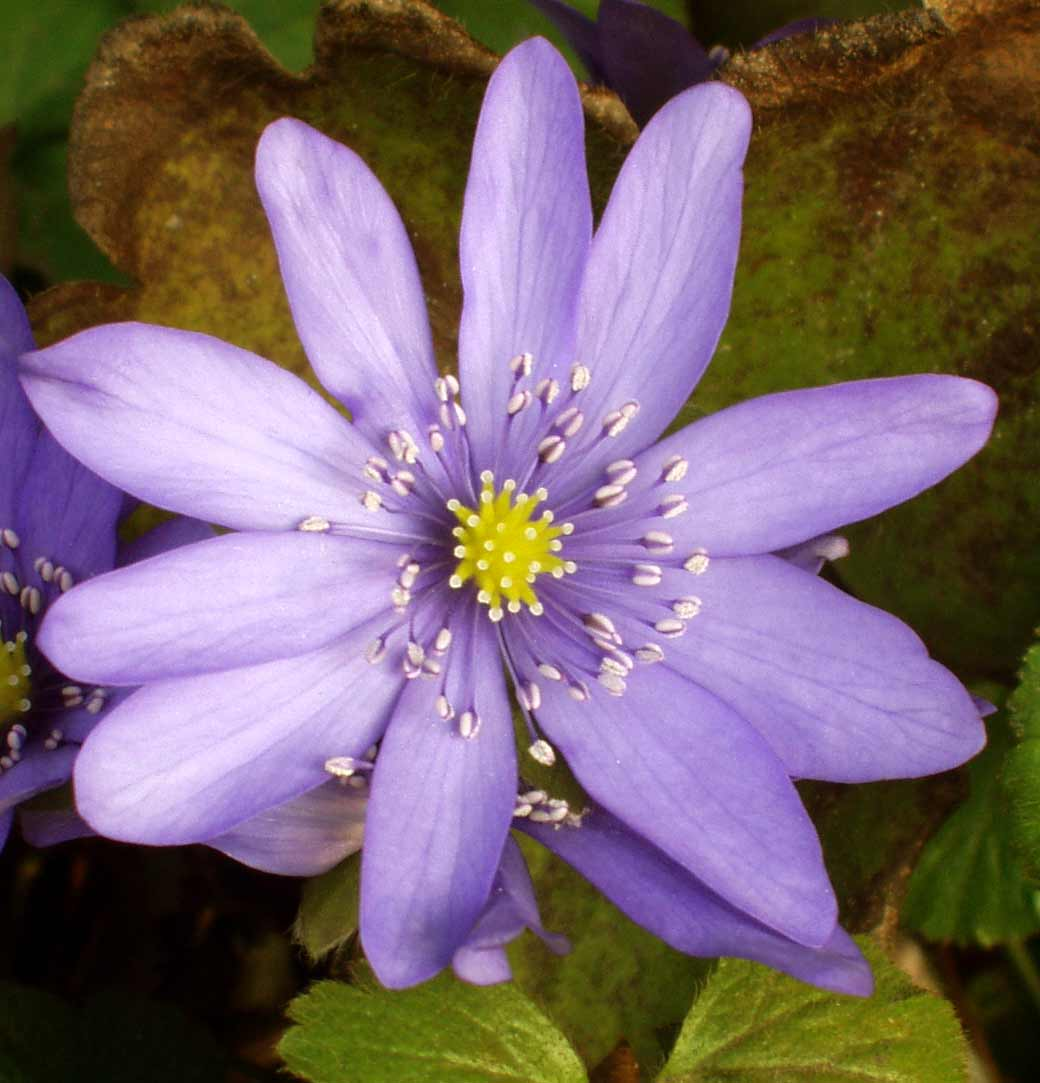
Fleur
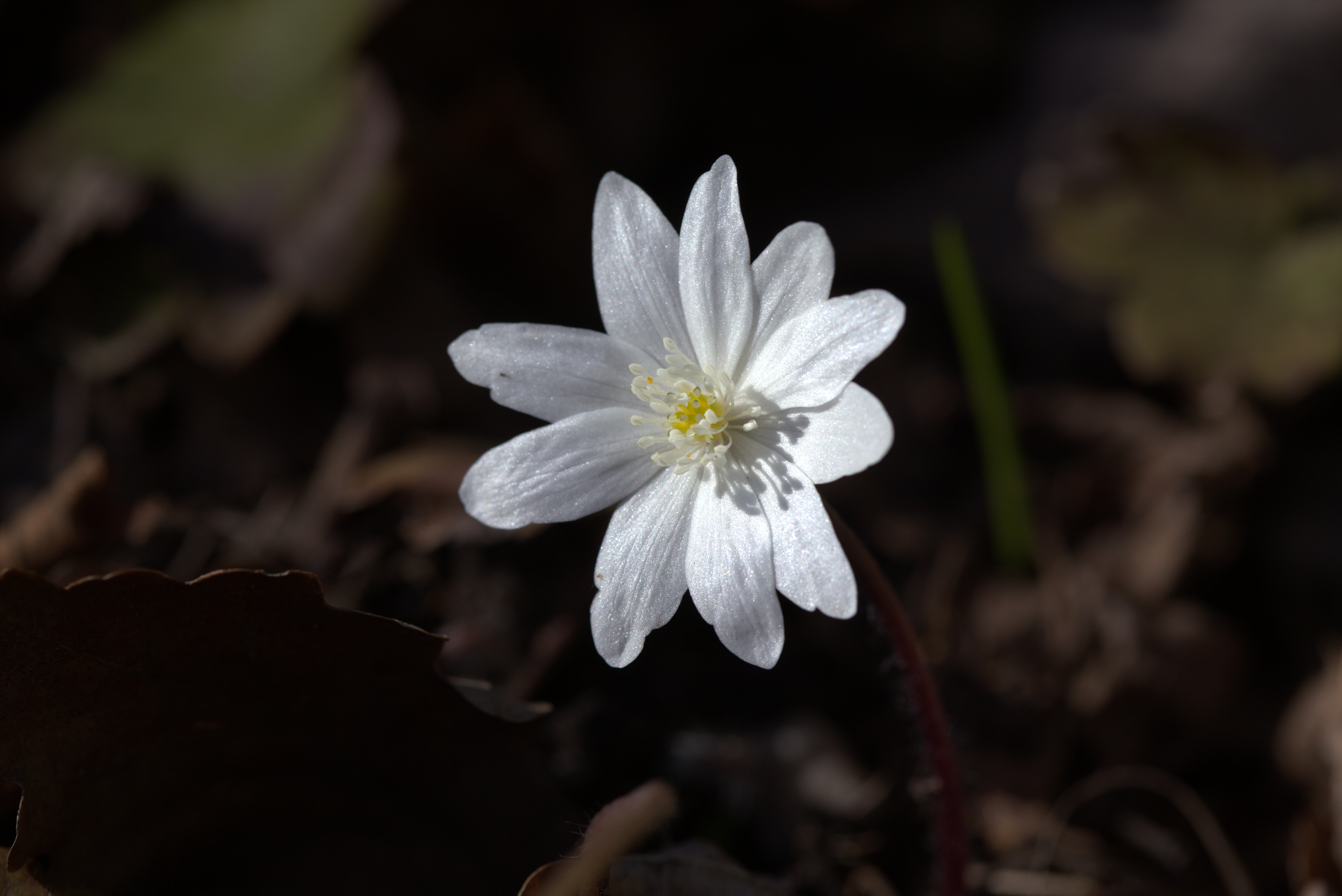
Variété 'Eisvogel'
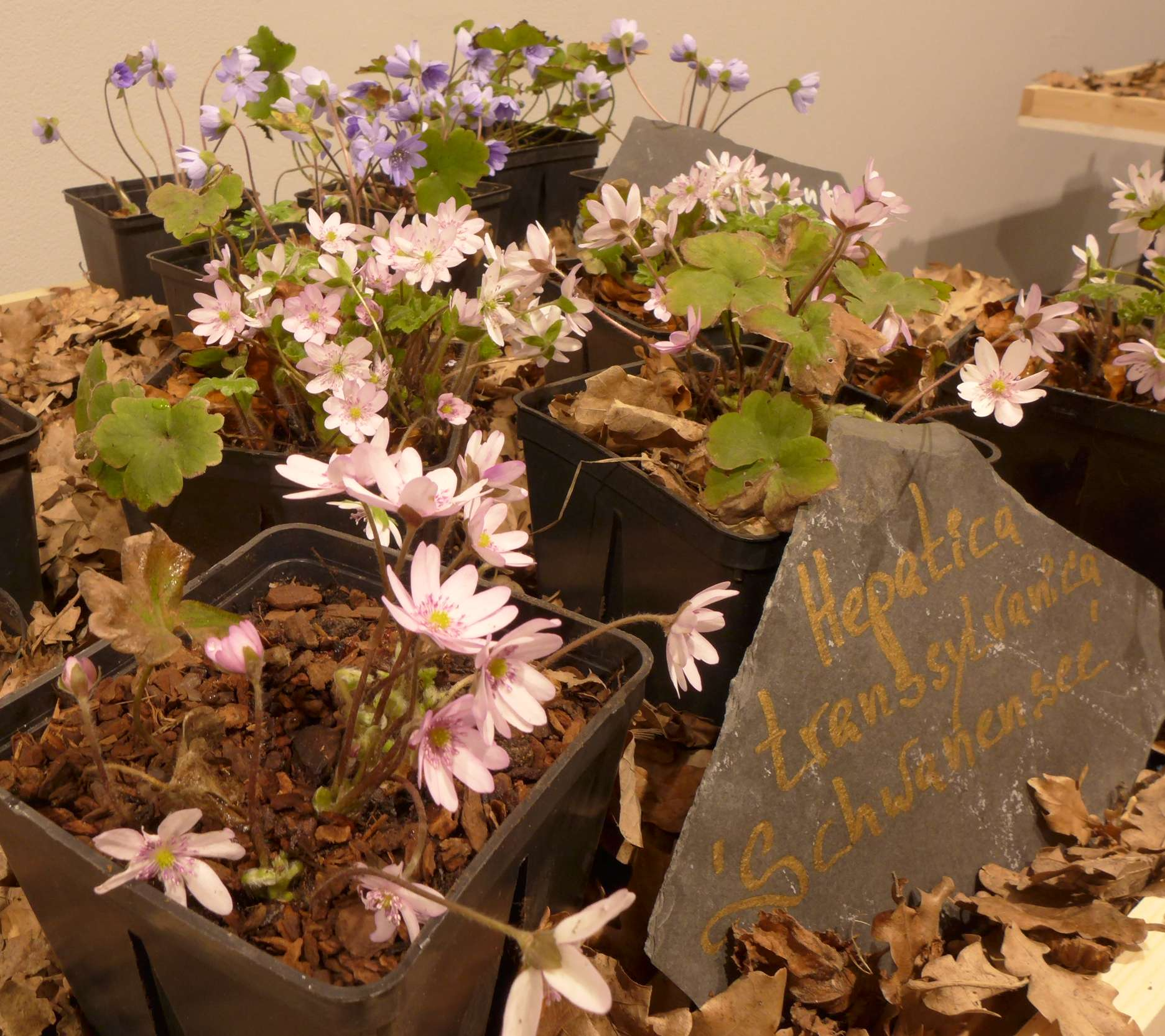
Variétés cultivées

## Habitat et répartition
La plante est endémique de Roumanie où elle pousse dans les forêts montagneuses.

## Classification
L'espèce a été décrite pour la première fois en 1850 par le botaniste hongrois Johann Mihály Fuss (es) (1814-1883) sous le basionyme de Hepatica transsilvanica Fuss..
L'épithète spécifique transsilvanica signifie « de Transylvanie », une région de la Roumanie dont le nom veut dire « au-delà des forêts ».
En 1858 elle a été recombinée dans le genre Anemone par le botaniste hongrois János A. Heuffel (es) (1800-1857) : Anemone transsilvanica (Fuss) Heuff.,.
En classification phylogénétique APG III (2009), comme en classification classique de Cronquist (1981), cette plante fait partie de la famille des Ranunculaceae.